# Mihael Komel
Mihael Komel, slovenski učitelj in skladatelj, * (?) september 1823, Solkan, † (?) 1910, Gorica.

## Življenje in delo
Mihael Komel, oče skladatelja Emila Komela, je bil od oktobra 1843 do novembra 1861 učitelj v Šentvidu, sedaj Podnanos. Tu je bil zelo priljubljen, ker je uglasbil več otroških pesmic, katere so otroci v šoli in cerkvi radi prepevali. Bil je tudi domači učitelj na gradu Podbrje, ki je stal med Šentvidom in Vipavo. Tu se je zaljubil v domačo hčer Albino von Schinktzhohen in se  proti volji njenih staršev poročil. Odšla sta na Reko, kjer se jima je rodilo osem otrok, deveti Emil pa se je rodil v Gorici. V Gorici je Mihael Komel na srednji šoli v štirih jezikih  poučeval zgodovino in zemljepis ter bil organist v cerkvah pri Sv. Antonu in na Travniku, kamor je občasno pošiljal igrat svojega nadarjenega sina Emila že od njegovega  devetega leta starosti.